# Scythroleus picticornis
Scythroleus picticornis är en skalbaggsart som beskrevs av Bates 1885. Scythroleus picticornis ingår i släktet Scythroleus och familjen långhorningar. Inga underarter finns listade i Catalogue of Life.